# Фабр д'Еглантін
Фабр д'Еглантін, або Філіп-Франсуа-Назер Фабр (фр. Fabre d’Églantine, Philippe-François-Nazaire Fabre; 1750–1794) — французький драматург і політичний діяч.

## Біографія
Був провінційним актором, у 1787 році переїхав до Парижа. Скоро присвятив себе літературній діяльності і після кількох невдач звернув на себе увагу комедією «Флінт Мольєра чи продовження Мізантропа» («Le Philinte de Molière»), що була поставлена у 1790 році. Філінт в ній зображений розпусним аристократом, а в ряді веселих і фривольних сценок змальовані дуже похмурими фарбами звичаї французької аристократії. Наступними стали комедії «L'intrigue épístolaire», «Convalescent de qualité» і «Les Précepteurs». Поступаючись Бомарше у таланті і значенні, Фабр д'Еглантін писав і діяв у тому ж напрямку; виступаючи проти аристократії, він догоджав молодій буржуазії, в якій бачив силу і здоров'я.
Революція підштовхнула Фабра д'Еглантіна до політичної діяльності. У вересні 1792 року його обрали до Конвенту, де зайняв місце на Горі, в рядах найближчих прихильників Дантона. Він захищав вересневі вбивства, голосував за смерть короля, нападав на ебертистів. Брав участь у розробці республіканського календаря.
У січні 1794 року він був заарештований і постав перед судом разом з дантоністами. Звинувачення розділило дантоністів на дві групи: одну, з Дантоном на чолі, звинувачували в прагненні відновити монархію, іншу, з Фабром д'Еглантіном, в участі у змові, що мала на меті «знеславити і принизити народне представництво і зруйнувати шляхом продажності республіканський уряд».
Зокрема проти Фабр д'Еглантіна було виставлено звинувачення, ніби він вів таємні переговори з Піттом і брав від нього гроші. Це не було доведено, але Фабр не міг домогтися пред'явлення необхідного для захисту документу, під кінець був позбавлений (як і інші обвинувачені) слова, визнаний винним і страчений 5 квітня 1794 року.
Посмертно у 1803 році у двох томах були видані його «Oeuvres posthumes et mêlées».